# 阿纳什
阿纳什（法語：Hannaches，法語發音：[anaʃ]）是法国瓦兹省的一个市镇，属于博韦区。

## 地理
阿纳什（49°29'53"N, 1°48'26"E）面积9.52 平方千米，位于法国上法蘭西大區瓦兹省，该省份为法国北部内陆省份，北起索姆省，西接厄尔省和滨海塞纳省，南至塞纳-马恩省和瓦兹河谷省，东临埃纳省。
与阿纳什接壤的市镇（或旧市镇、城区）包括：比库尔、埃库尔、瑟南特、布赖地区费里耶尔、维莱叙欧希、旺贝。

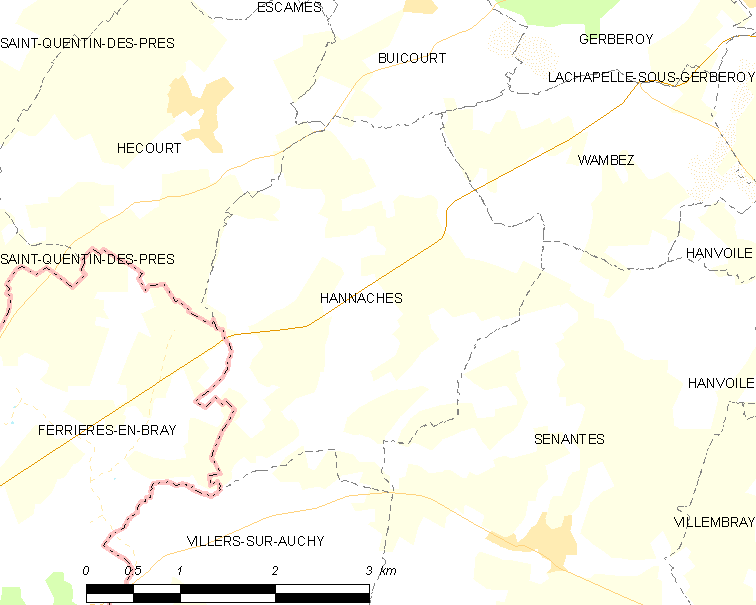
阿纳什的OSM定位图

阿纳什的时区为UTC+01:00、UTC+02:00（夏令时）。

## 行政
阿纳什的邮政编码为60650，INSEE市镇编码为60296。

## 政治
阿纳什所属的省级选区为格朗维利耶县。

## 人口

1962-2008年间阿纳什人口变化图示

阿纳什于2022年1月1日时的人口数量为130人。